# Baia Bernacchi
Baia Bernacchi (in inglese Bernacchi Bay) è una baia della terra della regina Victoria, Dipendenza di Ross, in Antartide.
Localizzata ad una latitudine di 77° 28′ S ed una longitudine di 163° 27′ E, si estende per quasi 5 chilometri tra Marble Point e capo Bernacchi.
Scoperta durante la spedizione Discovery del 1901-04 di Robert Falcon Scott, è stata intitolata a Louis  Bernacchi, uno dei fisici della spedizione.